# Беру (вулканическое поле)
Беру — вулкан в Эфиопии, в области Афар.
Вулкан Беру — вулканическое поле. Находится в 110 километрах к востоку от Аддис-Абеба. Наивысшая точка достигает около 1100 метров. Располагается между вулканами Фентале и Коне. Покрыто застывшей лавой, которая изверглась в голоцене. Вулканические породы состоят в основном из базальтов. Застывшие лавовые потоки проделали 7-километровый путь на северо-восток.